# 적후
적후(翟盱, ? ~ 기원전 185년)는 전한 초기의 군인이다. 개국공신 서열 130위로 연후(衍侯)에 봉해졌다.

## 생애
한왕 2년(기원전 205년)에 연령(燕令)이 되었고, 도위로 종군하여 초나라 성 아홉 채를 무너뜨렸다. 또 연나라를 굳게 수비하여, 공적을 인정받아 고제 11년(기원전 196년)에 연후에 봉해지고 식읍 9백 호를 받았다.
연간후 12년(기원전 185년)에 죽으니 시호를 간이라 하였고, 아들 적산이 작위를 이었다.

## 출전
- 사마천, 《사기》 권18 고조공신후자연표
- 반고, 《한서》 권16 고혜고후문공신표

| 전임 (첫 봉건) | 전한의 연후 기원전 196년 7월 ~ 기원전 185년 | 후임 아들 연지후 적산 |